# Anna Lisowska-Niepokólczycka
Anna Lisowska-Niepokólczycka (ur. 1 lipca 1930 w Radomiu, zm. 9 stycznia 1997 w Brwinowie) – polska pisarka i autorka słuchowisk radiowych dla dzieci, żona Wacława Niepokólczyckiego, tłumacza. Była matką zm. Jana Niepokólczyckiego, dziennikarza.

## Twórczość
- "Bolesław zwany Chrobrym"
- "Gdy przybywają gońce z Czarnolasu"
- "Giermek rycerza Zawiszy"
- "Halabarda pana Błażeja"
- "Jest tu chłopiec"
- "Wielki Król"
- "Zrękowiny księżniczki"